# Ōtsuki, Yamanashi

Ōtsuki (大月市 Ōtsuki-shi?) este un municipiu din Japonia, prefectura Yamanashi.

## Personalități născute aici
- Shūgorō Yamamoto (1903 - 1967), scriitor.